# Nemzeti Bajnokság II 1942–1943
Nemzeti Bajnokság II 1942–1943 sau liga a doua maghiară sezonul 1942–1943, a fost al 38-lea sezon desfășurat în această competiție.

## Istoric și format
Liga a doua a fost formată din 5 serii: Matia (est), Rakoczi (nord), Zrinyi (sud), Széchenyi(vest) și Wesselényi(centru). Doar în seria Matia au evoluat echipe românești.

## Seria Matia
Seria s-a numit Matia de la regele Matia, cunoscut în istoriografia românească ca regele Matei Corvin.
Echipele participante au fost din 8 orașe: 
- Baia Mare: AS,
- Bichișciaba: Năzuința, Ciabai
- Budapesta: AS Stăruința, AS Dunakeszi Magyarság, AS Zuglói Danuvia, AS Goldberger, AS Poștașul, AS Ganz
- Cluj: CFM, Bastionul
- Debrețin: CS Feroviar,
- Oradea: RGM Stăruința
- Satu Mare: AS și
- Târgu Mureș: AS

Doar Cluj și Budapesta au avut mai mult de o echipă.
Spielman și Bodola de la CA Oradea au făcut parte din echipa sezonului ligii a doua.
| Poz | Echipă                  | Pld | W  | D | L  | GF | GA | GD  | Pct |
| --- | ----------------------- | --- | -- | - | -- | -- | -- | --- | --- |
| 1   | CS Feroviar Debrețin(C) | 18  | 15 | 3 | 0  | 71 | 20 | +51 | 33  |
| 2   | AS Baia Mare            | 18  | 11 | 1 | 6  | 44 | 40 | +4  | 23  |
| 3   | AS CFM Cluj             | 18  | 9  | 2 | 7  | 32 | 37 | -5  | 20  |
| 4   | AS Târgu Mureș          | 18  | 9  | 1 | 8  | 40 | 38 | +2  | 19  |
| 5   | AS CFS Târgu Mureș      | 18  | 8  | 3 | 7  | 31 | 32 | -1  | 19  |
| 6   | Bastionul Cluj          | 18  | 8  | 3 | 7  | 35 | 41 | -6  | 19  |
| 7   | Năzuința Bichișciaba    | 18  | 7  | 3 | 8  | 32 | 52 | -20 | 17  |
| 8   | CS CNOFM Târgu Mureș    | 18  | 8  | 0 | 10 | 33 | 37 | -4  | 16  |
| 9   | Ciabai Bichișciaba      | 18  | 5  | 4 | 9  | 27 | 48 | -21 | 14  |
| 10  | ASM Stăruința Oradea*   | 18  | 0  | 0 | 18 | 0  | 0  | 0   | 0   |

(C) Campioana CS Feroviar Debrețin a promovat în NB I(prima ligă maghiară).
* S-a retras.
Surse:
"Sport national"/"Nemzeti Sport" din 04.06.1943.

## Calificări pentru promovarea în prima ligă maghiară
| Poz | Echipă                  | Pld | W | D | L | GF | GA | GD  | Pct |
| --- | ----------------------- | --- | - | - | - | -- | -- | --- | --- |
| 1   | CS Elore Budapesta (P)  | 8   | 5 | 1 | 2 | 20 | 13 | +7  | 11  |
| 2   | AS Feroviar Seghedin(P) | 8   | 4 | 2 | 2 | 16 | 12 | +4  | 10  |
| 3   | CS Feroviar Debrețin(P) | 8   | 5 | 0 | 3 | 22 | 22 | 0   | 10  |
| 4   | ETO Gyor                | 8   | 4 | 0 | 4 | 18 | 13 | +5  | 8   |
| 5   | CS Feroviar Budapesta   | 8   | 0 | 1 | 7 | 9  | 25 | -16 | 1   |

(P) Au promovat.

## Vezi și
- Prima ligă maghiară 1942–1943
- Prima ligă maghiară
- Liga a 2-a maghiară
- Liga a 3-a Maghiară 1942–1943
- Liga a 4-a Maghiară 1942–1943